# Rijksweg 3
Rijksweg 3 is een 9,7 kilometer lange Nederlandse N-weg die de A16 bij Dordrecht-Zuid verbindt met de A15 bij Papendrecht. Tevens is dit de benaming van de wel geplande maar nooit aangelegde snelweg tussen Amsterdam en Rotterdam. De weg heeft over de gehele lengte twee rijbanen met elk twee rijstroken en ongelijkvloerse kruisingen. Alleen de kruisingen bij de aansluitingen met de op-/afritten van de A15 en de A16 zijn gelijkvloers en zijn beide voorzien van verkeerslichten.
De N3 wordt onder andere gebruikt als omleidingsroute voor transporten die niet door de Drechttunnel in de A16 kunnen of mogen rijden.

## Route
Vanaf de aansluiting met de A16 ligt de N3 in het verlengde van de N217 uit Oud-Beijerland en 's-Gravendeel. Het gedeelte tussen de A16 en de brug over het Wantij is uitgevoerd als 2 x 2-strooks autoweg met gescheiden rijbanen en vluchtstroken. Dit gedeelte wordt ook wel aangeduid als de Randweg Dordrecht.
Na de Wantijbrug is de N3 geen autoweg meer en is de maximumsnelheid dus 80 kilometer per uur. Bovendien heeft dit gedeelte van de weg geen vluchtstroken. De N3 kruist vervolgens met een brug de Beneden-Merwede en heeft vervolgens een aansluiting met de A15. Na deze aansluiting gaat de N3 over in de N214 naar Noordeloos.

## Groot onderhoud 2020
Tijdens de renovatie van de Wantijbrug was er gedurende 2.5 maand geen doorgaand verkeer mogelijk op de N3. Omdat de werkzaamheden grotendeels samen vielen met de eerste lockdown in de coronacrisis leverde dit relatief weinig hinder op.

## Oorspronkelijk plan rijksweg 3

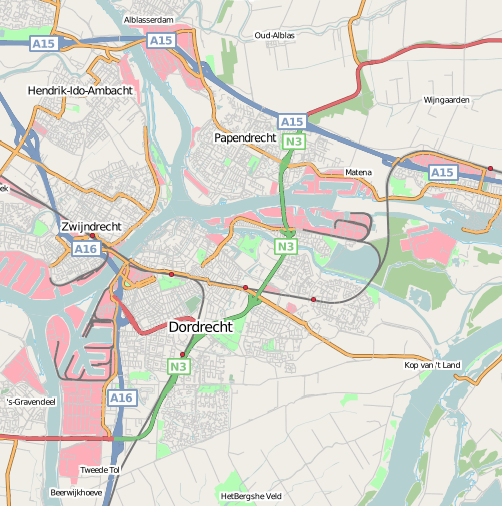
Detailkaart N3

In het Rijkswegenplan van 1932 was Rijksweg 3 voorzien als de rechtstreekse verbinding Amsterdam–Rotterdam, via Gouda. In 1936 werd nog besloten dat het een volwaardige autosnelweg zou moeten worden, maar deze A3 werd in de jaren 1970 afgeblazen. Het geplande tracé liep tussen Amsterdam en Gouda dwars door het Groene Hart. In het Rijkswegenplan van 1968 werd de weg op papier nog doorgetrokken naar Dordrecht. Dat stuk is nu de N3. De huidige A20 volgt tussen Gouda en Rotterdam het voorziene tracé van Rijksweg 3.
In Amsterdam-Buitenveldert en Amstelveen waren al voorbereidingen getroffen; die taluds van de beoogde Rotterdamseweg zijn nu deels bebouwd. In Buitenveldert herinneren "Rotterdamse" straatnamen als Weenahof en Spangenhof hieraan. De erg ruim opgezette afrit 4 (Ouderkerk aan de Amstel) van de A9 was aangelegd op de taluds van het geplande knooppunt tussen de A3 en A9. In 2006 is echter de zuidelijke afrit al heraangelegd waardoor het oorspronkelijke dijklichaam is verdwenen. In 2007 is ook de zuidelijke oprit aangepast en herinneren alleen het ruime viaduct en de noordelijke ruime op- en afrit aan het ooit geplande knooppunt Ouderkerk aan de Amstel.
Zowel in 2008 als in november 2010 liet de Partij voor de Vrijheid (PVV) weten voorstander te zijn van het alsnog aanleggen van deze snelweg. In 2010 vond de partij zich gesterkt door bepaalde clausules uit het regeerakkoord.

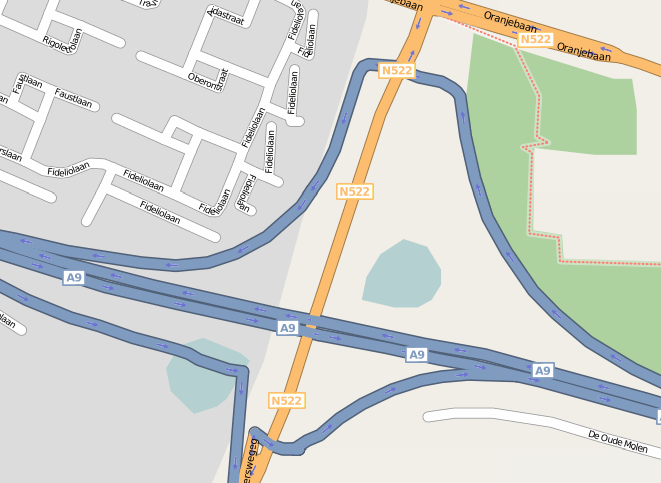
De erg ruim opgezette afrit 4 van de A9. Aan de wateren is goed te zien dat knooppunt Ouderkerk aan de Amstel hier gepland was.
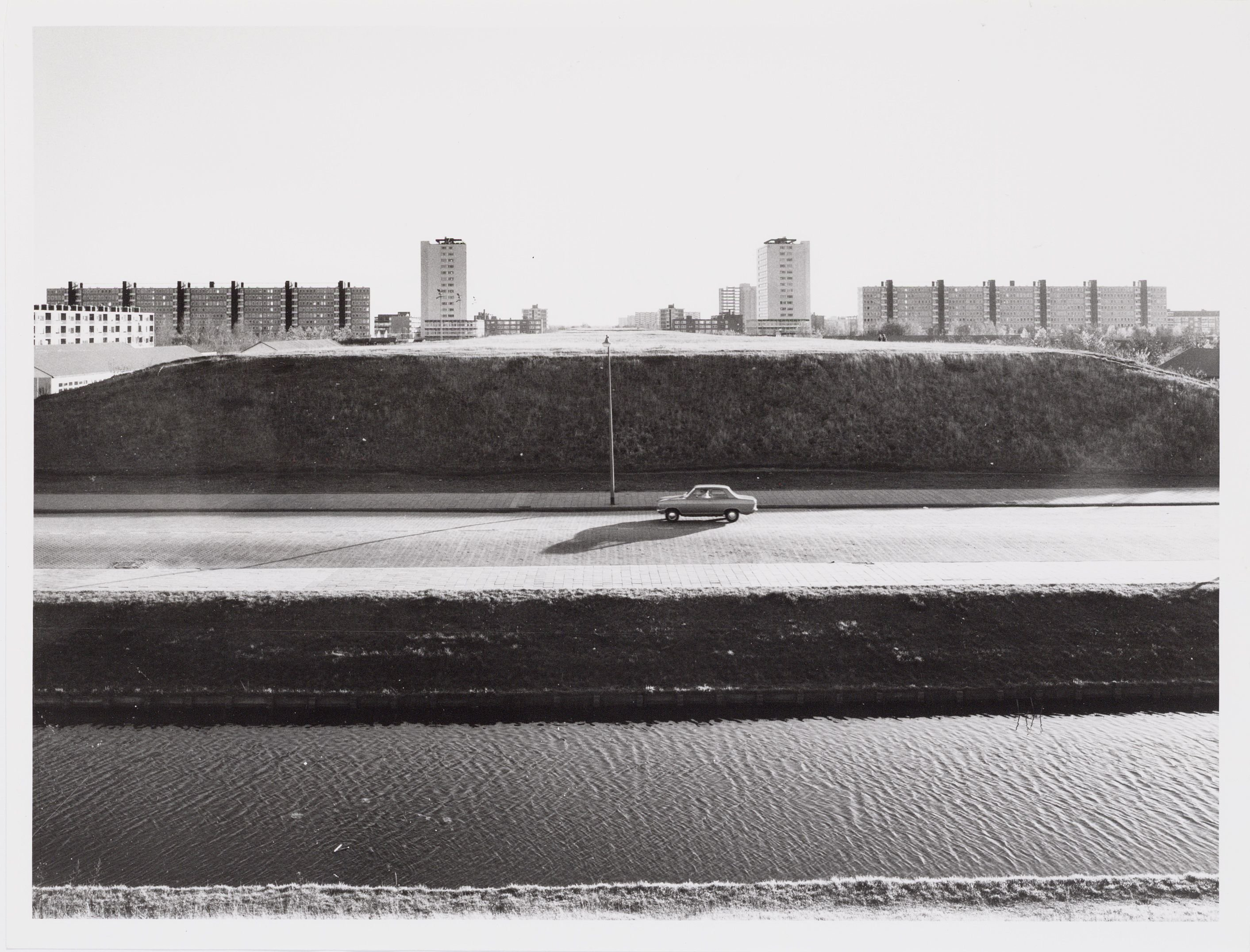
Het talud van de A3, die hier Rotterdamseweg zou heten. 10 november 1971, Foto J.M. Arsath Ro'is